# Cerro Kamuk
El cerro Kamuk es una montaña en la base de las colinas y de las montañas de Parque internacional La Amistad, en la cordillera de Talamanca, entre las cordilleras norteñas de Panamá y del sudeste de Costa Rica. 
Son las montañas más altas de América Central. La diversidad de especie de esta área es importante como otras reserva del tamaño equivalente en el mundo. El área protegida abarca cuatro parques nacionales arracimados juntos que se conviertan Reserva de la biosfera de Amistad del La. La Unesco declaró al sitio natural de la herencia del mundo desde 1983 y es parte de Pasillo biológico del Proyecto mesoamericano de la UNESCO compartido por ocho países americanos centrales (Panamá, Costa Rica, Nicaragua, El Salvador, Honduras, Belice, Guatemala y sur de México) para ayudar a proteger el bosque prístino restante de la montaña y fauna de América Central.
El pico Kamuk se eleva a 3549 metros sobre el nivel del mar. Alcanzar su cima requiere una expedición de cuatro días, mientras que el recorrido completo toma aproximadamente siete días. Las jornadas implican entre seis y diez horas de caminata por día.
Aunque el ascenso a la cumbre no presenta dificultades técnicas, el sendero suele ser consumido por la vegetación y la fauna, por lo que es indispensable contar con guías experimentados. No existen señales de rastro, y el agua solo está disponible en los sitios habilitados para acampar.
Debido a la fragilidad y el carácter prístino de esta zona, se deben tomar medidas de precaución extremas: el equipo de acampe debe ser nuevo, ya que el material usado puede liberar esporas de moho u otros microorganismos capaces de causar alteraciones ecológicas graves. Es fundamental lavar el equipo de excursión y asegurarse de no transportar ninguna partícula de suelo proveniente de otras regiones del mundo.